# Saint-Saulge
Saint-Saulge település Franciaországban, Nièvre megyében. Lakosainak száma 679 fő (2022. január 1.). Saint-Saulge Crux-la-Ville, Saxi-Bourdon, Rouy, Jailly, Montapas, Saint-Franchy, Sainte-Marie és Saint-Maurice községekkel határos.

## Népesség
A település népessége az elmúlt években az alábbi módon változott:
| Lakosok száma | 781  | 756  | 830  | 738  | 732  | 724  | 719  | 708  | 679  |
|               | 2013 | 2015 | 2016 | 2017 | 2018 | 2019 | 2020 | 2021 | 2022 |